# Múltiples variables complejas
La teoría de funciones de múltiples variables complejas es una rama de las matemáticas que trata sobre las funciones del tipo 
f(z1, z2, ..., zn)
en el espacio Cn de n-tuplas de números complejos. Como en el análisis complejo, que es el caso para n = 1 pero para una variable distinta, estas no son cualquier tipo de función: se supone que son funciones analíticas, de forma tal que en forma local ellas son series de potencias de las variables zi. 